# Paxillus pentataphylloides
Paxillus pentataphylloides là một loài bọ cánh cứng trong họ Passalidae.